# A un km da Dio
A un km da Dio è un brano musicale che la cantante Simonetta Spiri ha presentato alle selezioni del Festival di Sanremo 2015 arrivando tra i 60 finalisti nella categoria delle nuove proposte venendo però poi scartata.

## La canzone
La canzone è stata scritta dagli autori Simonetta Spiri, Giulio Iozzi e Alessandro Secci ed è stata arrangiata da Enrico Palmosi.
A un km da Dio è una canzone a tema sociale contro la violenza sulle donne e racconta la storia di una ragazza che ha subito violenze domestiche.

## Video musicale
Il videoclip è stato girato in Sardegna da Alberto Salvucci ed è stato pubblicato su youtube il 19 dicembre 2014.

## Tracce
- Download digitale

1. A un km da Dio - 3:32